# Rugby 7 na igrzyskach Azji Wschodniej
Rugby 7 na igrzyskach Azji Wschodniej – międzynarodowe zawody w rugby 7 rozgrywane w ramach igrzysk Azji Wschodniej.
Plany włączenia rugby 7 do programu tych zawodów pojawiły się w 2007 roku, sport ten w wykonaniu zarówno mężczyzn, jak i kobiet, zadebiutował zatem na V igrzyskach rozegranych w Hongkongu w 2009 roku. Początkowo został uznany za sport demonstracyjny, otrzymał jednak status sportu medalowego, gdy Hong Kong Rugby Football Union zobowiązał się do poniesienia wszelkich kosztów związanych z organizacją zawodów. Triumfowali wówczas Japończycy i Chinki. Na kolejnych igrzyskach zawody nie odbyły się, ponieważ Chiński Komitet Olimpijski odrzucił zgłoszenie Asian Rugby Football Union.

## Klasyfikacja medalowa
| Klasyfikacja medalowa | Klasyfikacja medalowa | Klasyfikacja medalowa | Klasyfikacja medalowa | Klasyfikacja medalowa | Klasyfikacja medalowa |
| Miejsce               | Reprezentacja         | Złoto                 | Srebro                | Brąz                  | Razem                 |
| --------------------- | --------------------- | --------------------- | --------------------- | --------------------- | --------------------- |
| 1                     | Japonia               | 1                     | 1                     | 0                     | 2                     |
| 2                     | Chiny                 | 1                     | 0                     | 0                     | 1                     |
| 3                     | Hongkong              | 0                     | 1                     | 1                     | 2                     |
| 4                     | Korea Południowa      | 0                     | 0                     | 1                     | 1                     |
| Razem                 | Razem                 | 2                     | 2                     | 2                     | 6                     |

## Medaliści
| Rok  | Gospodarz |            | Mężczyźni  | Mężczyźni        | Mężczyźni  |            | Kobiety    | Kobiety | Kobiety |
| Rok  | Gospodarz | 1. miejsce | 2. miejsce | 3. miejsce       | 1. miejsce | 2. miejsce | 3. miejsce |         |         |
| 2009 | Hongkong  | Japonia    | Hongkong   | Korea Południowa | Chiny      | Japonia    | Hongkong   |         |         |